# Den vita vidden

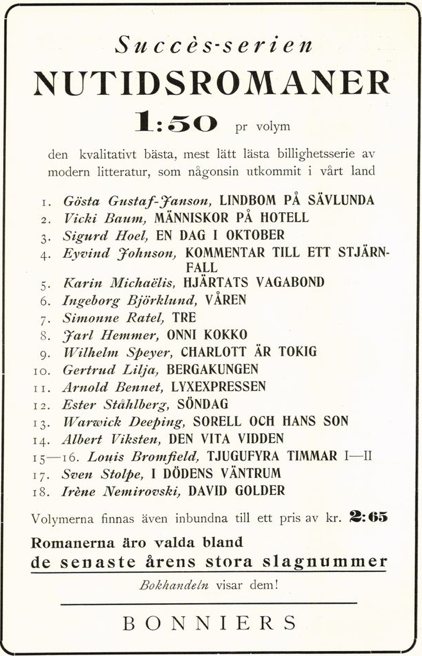
Annons i Biblioteksbladet 1936.

Den vita vidden är en roman av den svenske författaren Albert Viksten från 1931.

## Bakgrund
Åren 1919–1920 arbetade Viksten som fångstman i Norra ishavet. Där berättades för honom historien om "Ishavets eviga vandrare", en ensam man med skägg som skådats  i fjordarna kring Spetsbergen. Mannen troddes av vissa vara övernaturlig, medan andra trodde att han var en norsk ingenjör som efter ett misslyckat industriprojekt på Island och därtill ett misslyckat äktenskap försvunnit med förklaringen att han var trött på kulturen och människorna. I förordet till 1952 års utgåva skrev Viksten: "Fenomenet diskuterades så ofta att det blev mig till en tvångsföreställning. Framförallt sysselsattes min fantasi med problemet om hur en människa i yttersta nödfall skulle kunna finna utvägar till att leva i polarisens värld". Viksten omarbetade senare historien till romanen Den vita vidden och presenterade idén för Karl Otto Bonnier som enligt Viksten själv visade stort intresse och diskuterade manuskriptet i brevväxling med honom.

## Handling
Romanen skildrar en ensam mans liv genom dennes upphittade dagböcker. Mannen har, besviken på kvinnan och kärleken, flytt till Spetsbergen, undan människorna och civilisationen. Han delar sin ensamhet med en trogen varghund och en halvtam isbjörn. Han förföljs av minnena från sitt förflutna och till slut knäcker de honom.

## Mottagande
I tidningen Fönstret skrev Ivan Oljelund: "Ett liv, spänningsfullt som Robinsons, friskt av äventyr som hos Jack London." I Biblioteksbladet skrev signaturen E. L—m.: "Berättelsen om hur han ordnar sitt liv här uppe är förträfflig; åskådligt och kraftigt 
tecknas också bilder av viddernas djurliv; meditationerna intressera mindre, och historien om hans tidigare levnadshändelser är svag och konturlös."

## Utgåvor
Romanen utkom första gången 1931 på Bonniers och utgavs i en andra upplaga 1936. År 1943 utkom den i en nyutgåva på samma förlag. År 1952 släpptes romanen på nytt som en del i Folket i Bilds folkbokserie i en utgåva om 100 000 exemplar med förord av Viksten. År 1972 kom ännu en nyutgåva på förlaget Smålänningen med omslag och illustrationer av Bengt W. Johanson. Åren 1988 och 2005 utkom den som talbok i inläsning av Hans Sandquist. Boken översattes till nederländska 1937 av A.N. Boelen-Ranneft med titeln De witte oneindigheid och till norska 1947 av Rolf Fladby med titeln Under nordlyset.